# Benedykt Błażowski
Benedykt Błażowski herbu Sas (zm. w 1770 roku) – stolnik żydaczowski w 1769 roku, podczaszy żydaczowski w latach 1758–1769, sędzia i konsyliarz ziemi przemyskiej w konfederacji barskiej w 1769 roku, sędzia kapturowy powiatu żydaczowskiego w 1764 roku.
W 1764 roku wyznaczony przez konfederację do lustracji dóbr królewskich i innych dóbr ziemi lwowskiej województwa ruskiego. Członek konfederacji radomskiej w 1767 roku.